# 俄羅斯聯邦管區
俄罗斯联邦管区（羅馬化：federal'ny okrug）于2000年5月设立，最初有7个联邦管区，2010年增设北高加索联邦管区，2014年再增设克里米亚联邦管区（未获国际社会普遍承认，2016年併入南部管區），现有8个联邦管区，其中5个位于欧洲（中央联邦管区、西北联邦管区、伏尔加联邦管区、南部联邦管区、北高加索联邦管区），3个位于亚洲（乌拉尔联邦管区、西伯利亚联邦管区和远东联邦管区）。联邦管区并不是正式的一级行政区，而是类似于行政督察区，各个聯邦管區都會由一位總統委派的全權代表管治。每一个联邦管区都包含两个或更多联邦主体，分为自治共和国（республика）、州（область）、自治州（автономная область）、自治区（автономный округ）、边疆区（край）和联邦直辖市（федеральный город）。目前全国共有24个自治共和国（含被国际普遍承认归属乌克兰的克里米亚共和国、顿涅茨克人民共和国和卢甘斯克人民共和国）；48个州（含被国际普遍承认归属乌克兰的赫尔松州和扎波罗热州）；1个自治州；4个自治区；9个边疆区；3个联邦直辖市（含未被国际普遍承认归属俄罗斯的塞瓦斯托波尔市）。

## 列表

俄罗斯聯邦管區劃分图
南部联邦管区
北高加索联邦管区
伏尔加联邦管区
中央联邦管区
西北联邦管区
乌拉尔联邦管区
西伯利亚联邦管区
远东联邦管区

| 聯邦管區 | 聯邦管區         | 建立年分 | 面積 (km2) | 人口 (2010年統計) | 人口密度 (per km2) | HDI (2017) | GDP (2017) (RUB/USD)   | 人均GDP (2017)     | 聯邦主體 | 首府           |
| -------- | ---------------- | -------- | ---------- | ----------------- | ------------------ | ---------- | ---------------------- | ------------------ | -------- | -------------- |
|          | 中央聯邦管區     | 2000     | 650,200    | 38,438,600        | 59.1               | 0.838      | 26,164 billion ($448B) | 666,426 ₽ ($11423) | 18       | 莫斯科         |
|          | 西北部聯邦管區   | 2000     | 1,687,000  | 13,583,800        | 8.1                | 0.827      | 8,195 billion ($140B)  | 588,507 ₽ ($10088) | 11       | 聖彼得堡       |
|          | 伏爾加聯邦管區   | 2000     | 1,037,000  | 29,900,400        | 28.8               | 0.797      | 11,027 billion ($189B) | 372,654 ₽ ($6388)  | 14       | 下諾夫哥羅德   |
|          | 南部聯邦管區     | 2000     | 427,800    | 16,141,100        | 37.7               | 0.793      | 5,362 billion ($92B)   | 326,244 ₽ ($5592)  | 8        | 頓河畔羅斯托夫 |
|          | 北高加索聯邦管區 | 2010     | 170,400    | 9,496,800         | 55.7               | 0.785      | 1,865 billion ($32B)   | 190,285 ₽ ($3262)  | 7        | 皮亞季戈爾斯克 |
|          | 乌拉尔联邦管区   | 2000     | 1,818,500  | 12,082,700        | 6.6                | 0.833      | 10,678 billion ($183B) | 864,540 ₽ ($14819) | 6        | 葉卡捷琳堡     |
|          | 西伯利亞聯邦管區 | 2000     | 4,361,800  | 17,178,298        | 3.9                | 0.788      | 7,758 billion ($133B)  | 401,809 ₽ ($6887)  | 10       | 新西伯利亞     |
|          | 遠東聯邦管區     | 2000     | 6,952,600  | 8,371,257         | 1.2                | 0.801      | 3,878 billion ($66B)   | 628,172 ₽ ($10767) | 11       | 海參崴         |

## 中央联邦管区
中央联邦管区（Центральный федеральный округ），首府莫斯科
- 别尔哥罗德州（Белгородская Область）
- 布良斯克州（Брянская Область）
- 伊万诺沃州（Ивановская область）
- 卡卢加州（Калужская Область）
- 科斯特罗马州（Костромская Область）
- 库尔斯克州（Курскская Область）
- 利佩茨克州（Липецская Область）
- 莫斯科自治市（Москва）
- 莫斯科州（Московская Область）
- 奥廖尔州（Орёл / Орловская область）
- 梁赞州（Рязанская Область）
- 斯摩棱斯克州（Смоленская Область）
- 坦波夫州（Тамбовская Область）
- 特维尔州（Тверская область）
- 图拉州（Тульская область）
- 弗拉基米尔州（Владимирская область）
- 沃罗涅日州（Воронежская область）
- 雅罗斯拉夫尔州（Ярославская Область）

## 西北部联邦管区
西北部联邦管区（Северо-западный федеральный округ），首府圣彼得堡
- 阿尔汉格尔斯克州（Архангельская Область）
  - 涅涅茨自治区（Ненецкий автономный Округ）
- 加里宁格勒州（Калининградская Область）
- 卡累利阿共和国（Республика Карелия）
- 科米共和国（Республика Коми）
- 摩尔曼斯克州（Мурманская Область）
- 诺夫哥罗德州（Новгородская Область）
- 普斯科夫州（Псковская Область）
- 圣彼得堡自治市（Санкт-Петербург）
- 列宁格勒州（Ленинградская Область）
- 沃洛格达州（Вологодская Область）

## 伏尔加联邦管区
伏尔加联邦管区（Приволжский федеральный округ），首府下诺夫哥罗德
- 巴什科尔托斯坦共和国（Республика Башкортостан （Башкирия)）
- 楚瓦什共和国（Республика Чувашия）
- 基洛夫州（Кировская Область）
- 马里埃尔共和国（Республика Марий Эл）
- 莫尔多瓦共和国（Республика Мордовия）
- 下诺夫哥罗德州（Нижний Новгород Область）
- 奥伦堡州（Оренбургская Область）
- 奔萨州（Пензенская область）
- 彼尔姆边疆区（Пермская Край）
- 萨马拉州（Самара）
- 萨拉托夫州（Саратовская Область）
- 鞑靼斯坦共和国（Республика Татарстан）
- 乌德穆尔特共和国（Республика Удмуртия）
- 乌里扬诺夫斯克州（Ульяновская Область）

## 南部联邦管区
南部联邦管区（Южный федеральный округ），首府顿河畔罗斯托夫
- 阿迪格共和国（Республика Адыгея）
- 阿斯特拉罕州（Астраханская Область）
- 卡尔梅克共和国（Калмыкия-Кхалмтангч Республика）
- 克拉斯诺达尔边疆区（Краснодарский край）
- 罗斯托夫州（Ростовская Область）
- 伏尔加格勒州（Волгоградская Область）
- 克里米亚共和国（Республика Крым）**
- 塞瓦斯托波尔（Севасто́поль）**
- 顿涅茨克人民共和国（Донецкая Народная Республика）**
- 卢甘斯克人民共和国（Луганская Народная Республика）**
- 赫尔松州（Херсонская область）**
- 扎波罗热州（Запорожская область）**

注：**者未获国际社会普遍承认。

## 北高加索联邦管区
北高加索联邦管区（Се́веро-Кавка́зский федера́льный о́круг），首府皮亚季戈尔斯克
- 车臣共和国（Чеченская республика）
- 达吉斯坦共和国（Республика Дагестан）
- 印古什共和国（Республика Ингушетия）
- 卡拉恰伊-切尔克斯共和国（Карачаево-Черкесская республика）
- 北奥塞梯-阿兰共和国（Республика Северная Осетия–Алания）
- 斯塔夫罗波尔边疆区（Ставропольский край）
- 卡巴尔达-巴尔卡尔共和国（Кабардино-Балкарская республика）

## 乌拉尔联邦管区
乌拉尔联邦管区（Уральский федеральный округ)，首府叶卡捷琳堡
- 库尔干州（Курганская Область）
- 斯维尔德洛夫斯克州（Свердловская Область）
- 秋明州（Тюменская Область）
  - 汉特-曼西自治区（Ханты-Мансийский автономный округ）
  - 亚马尔-涅涅茨自治区（Ямало-Ненецкий автономный округ）
- 车里雅宾斯克州（Челябинская Область）

## 西伯利亚联邦管区
西伯利亚联邦管区（Сибирский федеральный округ），首府新西伯利亚
- 阿尔泰共和国（Республика Алтай），面积92 600平方千米
- 阿尔泰边疆区（Алтайский Край）
- 伊尔库茨克州（Иркутская область）
- 科麦罗沃州（Кемеровская область）
- 克拉斯诺亚尔斯克边疆区（Красноярский Край）
- 新西伯利亚州（Новосибирская область）
- 鄂木斯克州（Омская область）
- 托木斯克州（Томская область）
- 图瓦共和国（Республика Тыва），面积170 500平方千米
- 哈卡斯共和国（Республика Хакасия）

## 远东联邦管区
远东联邦管区（Дальневосточный федеральный округ），首府海參崴
- 阿穆尔州（Амурская Область），面积363 700平方千米
- 犹太自治州（Еврейская автономная Область），面积36 266平方千米
- 堪察加邊疆區（Камчатская Край）
- 哈巴罗夫斯克边疆区（Хабаровский Край），面积788 600平方千米，首府伯力
- 马加丹州（Магаданская Область）
- 楚科奇自治区（Чукотский автономный округ），首府阿纳德尔
- 滨海边疆区（Приморский Край），面积165 900平方千米，首府海参崴
- 萨哈（雅库特）共和国（Республика Саха (Якутия)）
- 萨哈林州（Сахалинская Область），面积87 100平方千米，首府南萨哈林斯克
- 布里亚特共和国（Республика Бурятия），面积351 300平方千米
- 外贝加尔边疆区（Забайкальский край），面积431 500平方千米，首府赤塔